# Procladius macrotrichus
Procladius macrotrichus är en tvåvingeart som beskrevs av Roback 1971. Procladius macrotrichus ingår i släktet Procladius och familjen fjädermyggor.
Artens utbredningsområde är Minnesota. Inga underarter finns listade i Catalogue of Life.